# Ennada rosea
Ennada rosea là một loài bướm đêm trong họ Geometridae.